# ニホンヒキガエル
ニホンヒキガエル（Bufo japonicus）は、ヒキガエル属に分類されるカエル。

## 分布
B. j. japonicus　ニホンヒキガエル
日本（鈴鹿山脈以西の近畿地方南部から山陽地方、四国、九州、屋久島に自然分布）固有亜種。
東京都、仙台市などに移入。
B. j. formosus　アズマヒキガエル
日本（東北地方（下北半島の山地）から近畿地方、島根県東部までの山陰地方北部に自然分布）固有亜種。
伊豆諸島（伊豆大島、新島、三宅島、八丈島）、佐渡島、北海道（函館市など）などに移入。
東京都においては在来種のアズマヒキガエルと移入種のニホンヒキガエルとの間で交雑が進んでおり、種の保存や生物多様性の観点から懸念されている。一方で、都内の本種幼生（オタマジャクシ）は周辺各県のオタマジャクシよりも有意に高い生存率を示しており、交雑により都市での適応度が上がり個体数維持に成功しているとの見解もある。

## 形態
体色は褐色、黄褐色、赤褐色などで、白や黒、褐色の帯模様が入る個体もいる。体側面に赤い斑点が入る個体が多く、背にも斑点が入る個体もいる。
B. j. japonicus　ニホンヒキガエル
体長7 - 17.6センチメートル (cm) 。鼓膜は小型で、眼と鼓膜間の距離は鼓膜の直径とほぼ同じ。
B. j. formosus　アズマヒキガエル
体長6 - 18 cm。鼓膜は大型で、眼と鼓膜間の距離よりも鼓膜の直径の方が大きい。
亜種アズマヒキガエルの幼生（オタマジャクシ）は全長3 cmで、体色は黒色や濃褐色。
四六のガマと呼ばれるが、前肢の指は4本、後肢の指は5本。繁殖期のオスにはメスを抱接する際に滑り止めとして後肢にコブ（婚姻瘤）ができるためそれを6本目の指と勘違いしたと思われる。

## 分類
ニホンヒキガエルはBufo japonicusとして1838年として記載される以前の1826年にB. praetextatusとして記載されていた。しかしながら、B. praetexatusの記載に用いられた標本は不明であり、そちらの学名はほとんど用いられていないため、B. japonicusが有効な学名として用いられる。一部の論文ではB. praetexatusが有効でありB. japonicusはそのシノニムであると主張されているが、日本爬虫両棲類学会の見解では2024年時点でB. japonicusが有効とされる。
以前はヨーロッパヒキガエルの亜種とされていたが、分割され独立種となった。ヘモグロビンの電気泳動法による解析では、両亜種の解析結果がナガレヒキガエルとは類似するもののヨーロッパヒキガエルとは系統が異なる（近縁ではない）と推定されている。
北海道（移入）や東北地方の山岳部個体群は体長6 - 9 cmと小型で、鼓膜が大型なため、エゾヒキガエルや亜種ヤマヒキガエルB. j. montanusとして分割する説もあったが、体長以外に差異がないことから亜種アズマヒキガエルのシノニムとされる。
- Bufo japonicus japonicus　Temminck & Schlegel, 1838　ニホンヒキガエル、サツマヒキガエル
- Bufo japonicus formosus　Boulenger, 1883　アズマヒキガエル

北海道では1912年7月2日に北海道庁立函館高等女学校（現北海道函館西高等学校）で初めて発見された。その後旭川市・室蘭市でも繁殖が確認され、道内各地（札幌市・石狩市・江別市・深川市等）で次々と捕獲例がある。上記のとおり当初は北海道固有亜種と考えられたが、関東の個体群と同じであるという遺伝子解析結果から国内外来種であることが明らかとなっている。函館市では現在も「希少なエゾヒキガエル」として扱っており、外来種としての認識は低い。道内では本種の天敵となるヤマカガシが生息しておらず、本種の定着拡大や捕食による昆虫への悪影響が懸念される。

## 生態
低地から山地にある森林やその周辺の草原などに生息し、農耕地、公園、民家の庭などにも広く生息する。本種は都市化の進行にも強い抵抗力を示し、東京の都心部や湾岸地域でも生息が確認されている。
夜行性で、昼間は石や倒木の下などで休む。
本種を含め、ヒキガエル類は水域依存性の極めて低い両生類である。成体は繁殖の際を除いて水域から離れたまま暮らしており、とりわけ夏季には夜間の雑木林の林床や庭先等を徘徊している姿がよくみられる。体表のイボや皺は空気中における皮膚呼吸の表面積を最大化するためと考えられている。また後述のように、繁殖に必要とする水域規模もまた、相対的に小さくて済むようになっている。
食性は動物食で、昆虫、ミミズなどを食べる。ブフォトキシン（ブホトキシン）という毒を持つ有毒種であるため、天敵は少ないが、ヤマカガシは本種の毒に耐性があるようで、本種を好んで捕食する。ヤマカガシの頚部から分泌される毒は、本種の毒を貯蓄して利用していることが判明している。また、オオキベリアオゴミムシの幼虫は小さなカエル・オタマジャクシを捕食する習性があるが、本種も捕食した記録がある。
繁殖形態は卵生。繁殖期は地域変異が大きく南部および低地に分布する個体群は早く（屋久島では9月）、北部および高地に分布する個体群は遅くなる傾向があり（立山や鳥海山では7月）。池沼、水たまり、水田などに長い紐状の卵塊に包まれた1,500-14,000個（基亜種6,000-14,000個、亜種アズマヒキガエル1,500-8,000個）の卵を産む。多数個体が一定の水場に数日から1週間の極めて短期間に集まり繁殖する（ガマ合戦、蛙合戦）。南部個体群は繁殖期が長期化する傾向があり、例として分布の南限である屋久島では日本で最も早い9月の産卵例、11月の幼生の発見例（10月に産卵したと推定されている）、1-3月の繁殖例、3-4月の産卵例がある。繁殖期のオスは動く物に対して抱接しようとし、抱接の際にオスがメスを絞め殺してしまうこともある。幼生は1 - 3か月で変態する。
大柄な姿に反して幼生期間は短く、仔ガエルに変態した時の体長はわずか5〜8mmである。これは、水の乏しい地域で短期間しか存在しない水たまり等でも繁殖できるよう進化がすすんだためと考えられている。

## 人間との関係
形態や有毒種であることから忌み嫌われる一方で民家の庭などに住みつくこともよくあり、人間の身近で生活する動物とも言える。
かつては本種の皮膚から分泌される油汗をガマの油と称して薬用にしたとされるが、実際に外傷に薬として用いられたのは馬油（ウマの油）や植物のガマの方であるとも言われており、実際のところは不明である。2016年現在において種村製薬から発売されている商品は、その配合も含めて第二次世界大戦後に作られたものである。ただし、「ガマの油」とは別にヒキガエルの耳下腺分泌物には薬効があり、それを小麦粉で練ったものは蟾酥といい、強心や抗炎症などに用いた。
また、アズマヒキガエルは、伊豆諸島（伊豆大島、八丈島など）、佐渡島、北海道で移入種として繁殖している。北海道では2017年に指定外来種に指定された。深川市などを中心に駆除が進められているが、2018年には札幌市でも生息が確認されるようになり、強い繁殖力と皮膚から分泌するアルカロイド系の強い毒（北海道固有種のエゾアカガエルがアズマヒキガエルの孵化したばかりの幼生を食べた場合、100%死亡する）から、生態系への深刻な影響が懸念されている。

## ギャラリー

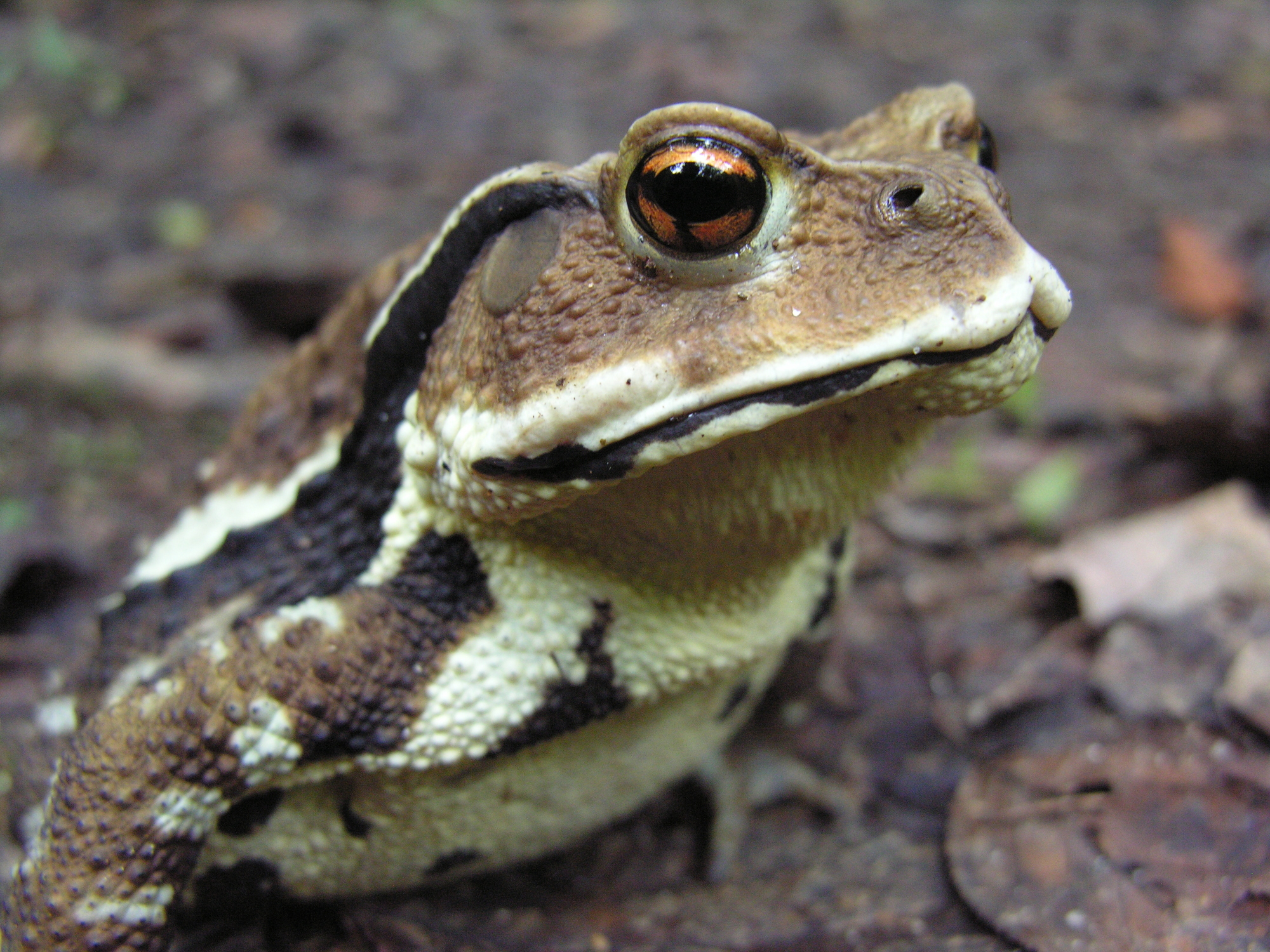
頭部の拡大
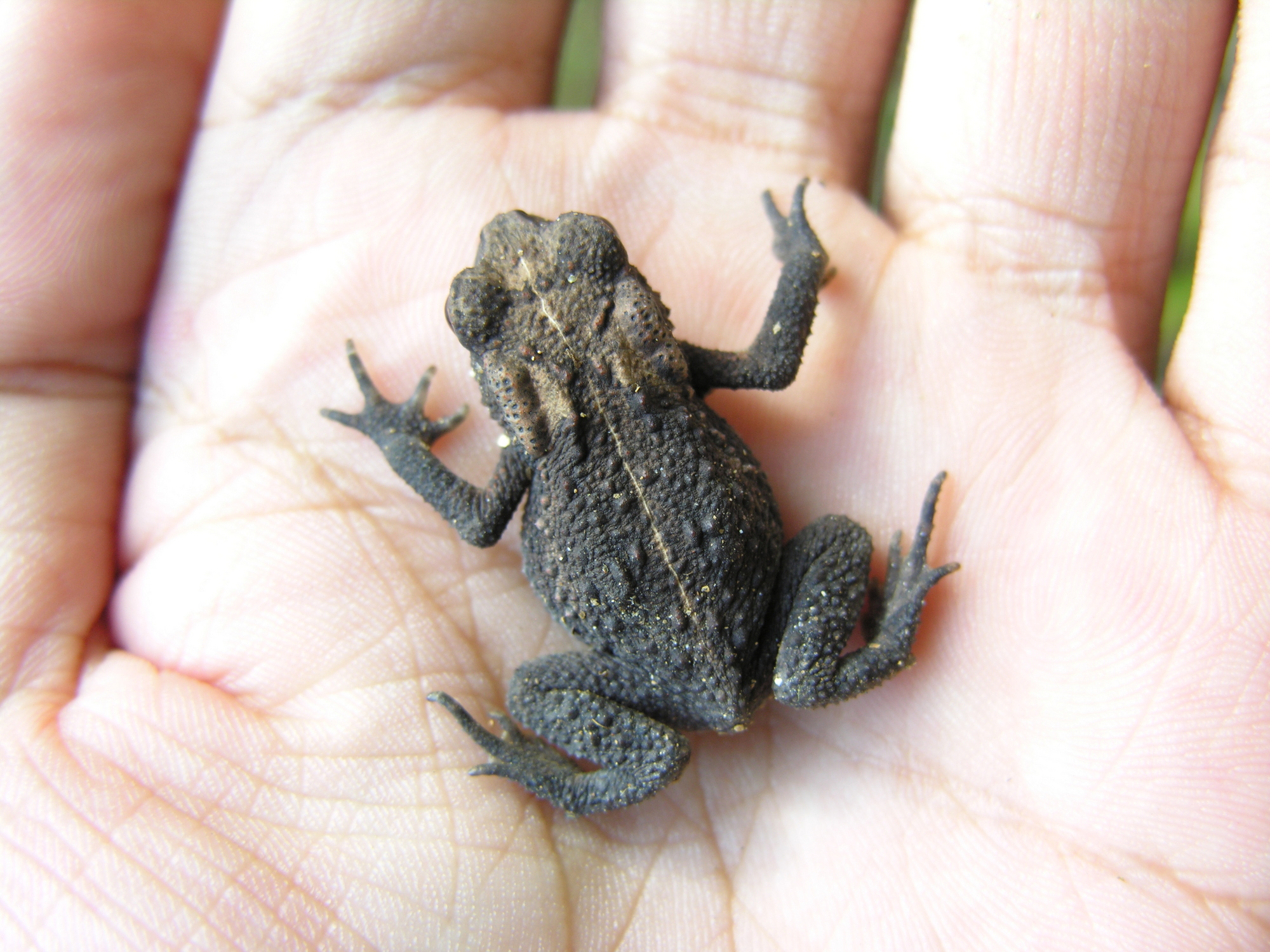
幼体
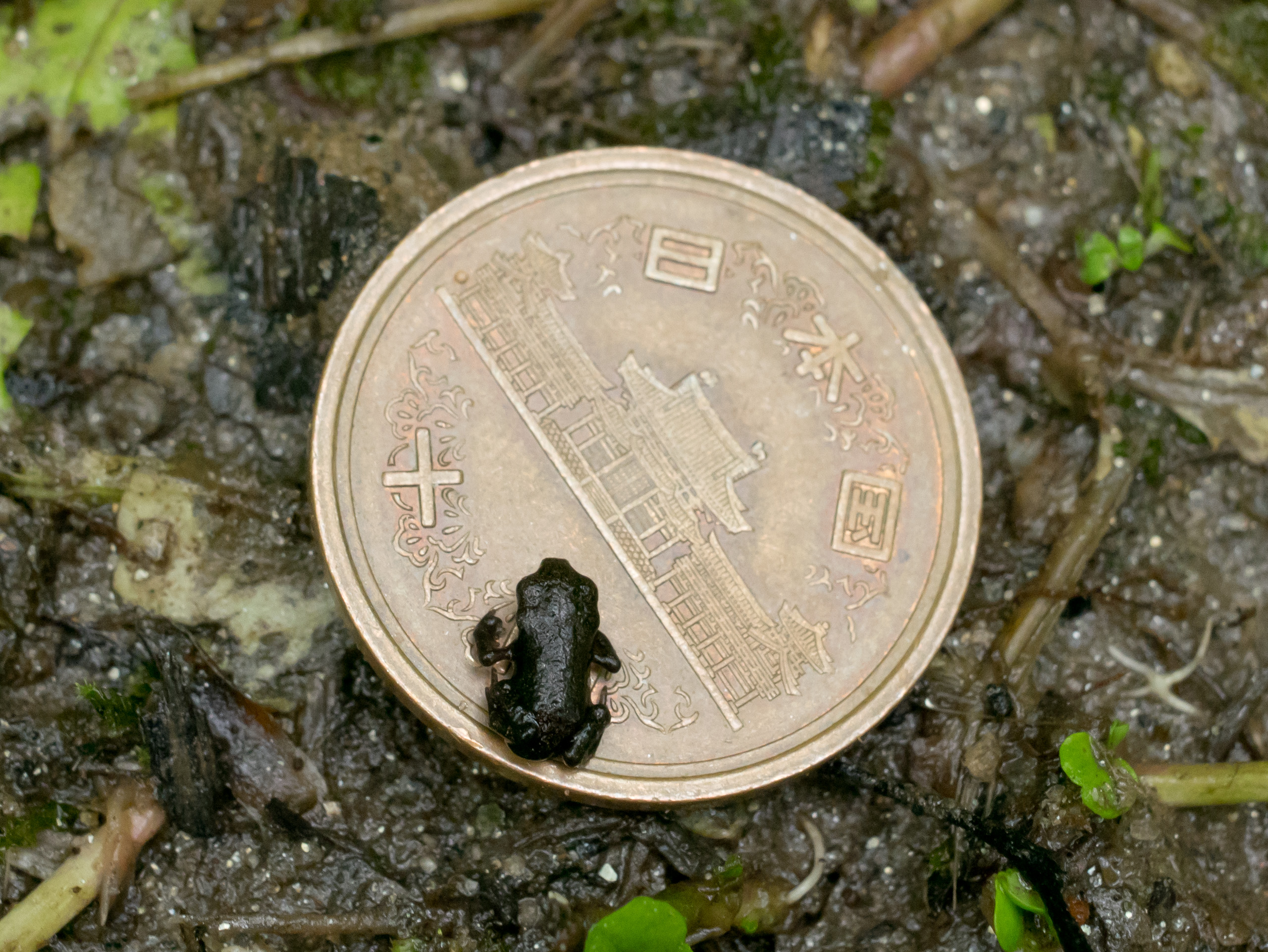
上陸直後の幼体
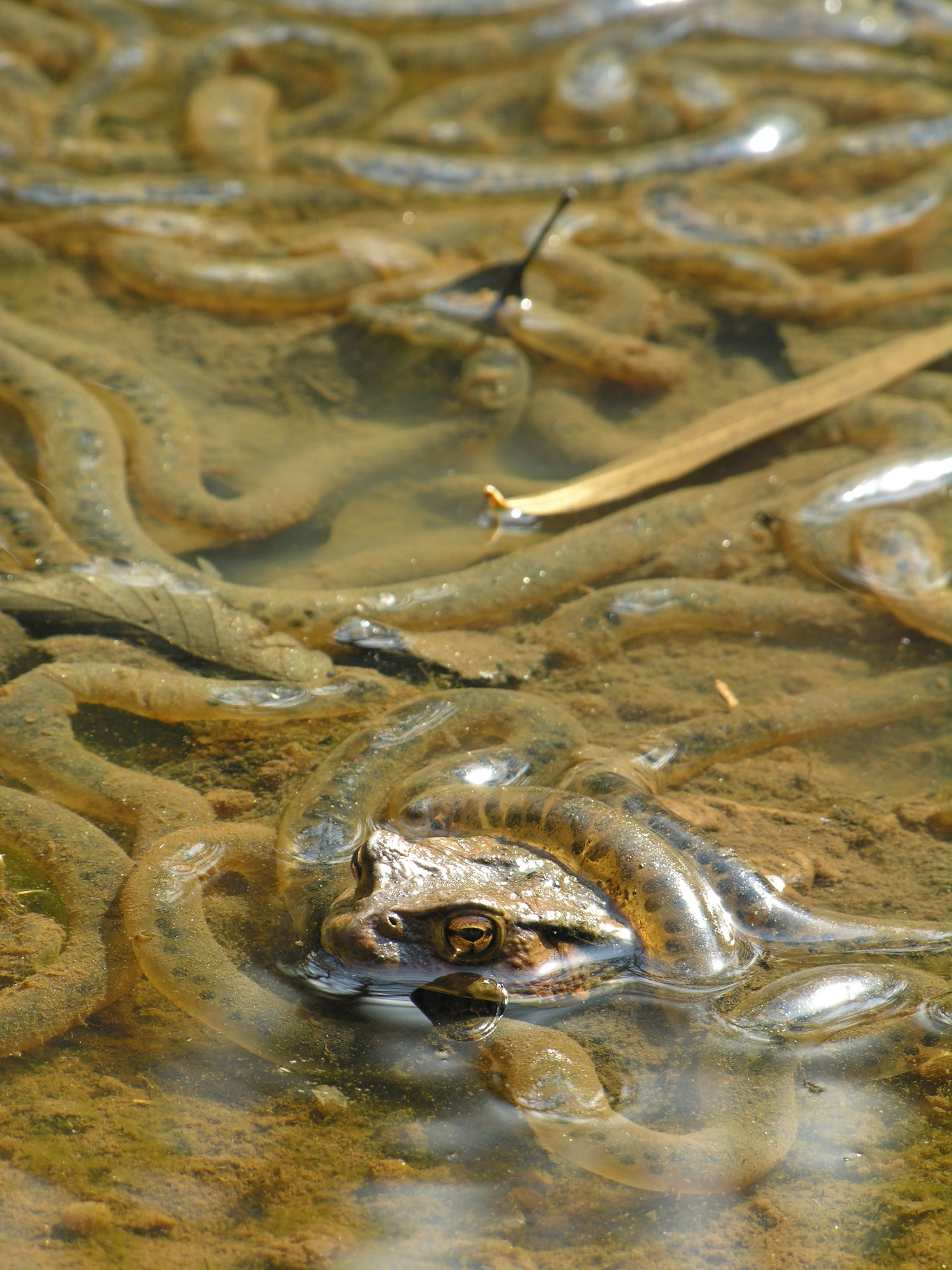
卵塊
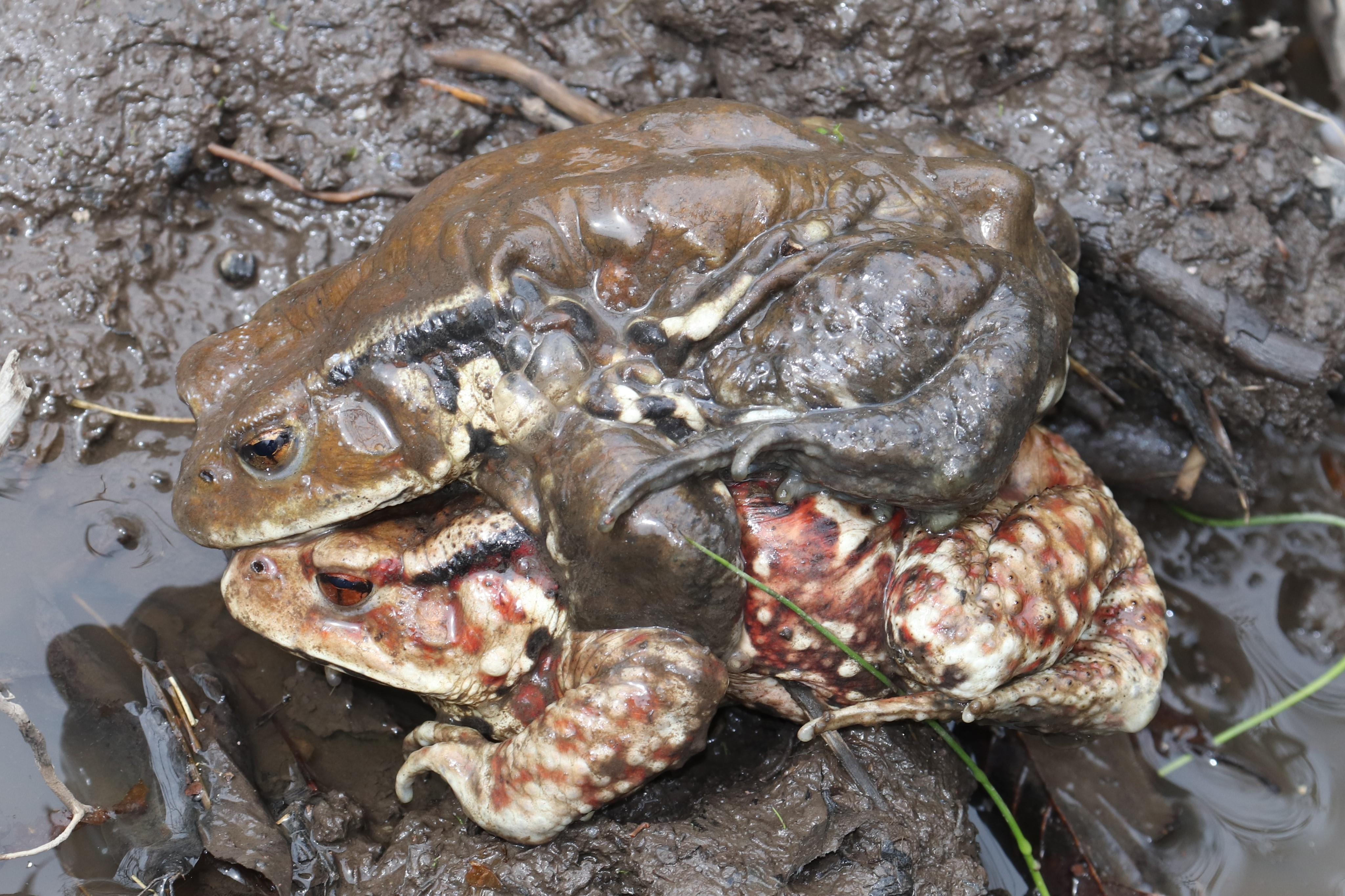
抱接中のアズマヒキガエル
- (動画) アズマヒキガエル